# Турбина на Дариус
Турбина на Дариус, дариусов ротор или мотор на Дариус е вятърна турбина, работеща на принципа на подемната сила. За разлика от другите вятърни турбини оста на тази турбина е перпендикулярна на посоката на вятъра и турбината обикиновено се монтира вертикално. Това прави турбината на Дариус да е независима от посоката на вятъра.
Турбината на Дариус е изобретена от френския инженер Жорж Жан Мари Дариус (Georges Jean Marie Darrieus) през 1931 г. (патентована на 8.12.1931). Първата версия на турбината е трябвало да бъде развъртяна в началото (не била способна да се завърти от положение на покой). По-късно турбината е снабдена с устройство за стартиране и регулация. Коефициентът на полезно действие (КПД) на този тип вятърни турбини е около 35 – 38%, т.е. малко по-висок от Савониовата турбина.

## Предимства на този тип турбини
- не е необходимо да бъде насочвана срещу вятъра;

- генераторът и останалите части могат да се разположат под стълба на турбината;

- по-малки изисквания към стълба на турбината (тегло, балансиран).

## Недостатъци на този тип турбини
- трудно регулиране;

- първоначалната конструкция на турбината изисквала по-висока скорост на вятъра за стартирането си (възможно е турбината да бъде развъртяна от турбина от друг тип, работеща от по-ниски скорости на вятъра, например Савониова турбина).